# العلاقات الأنغولية البوروندية
العلاقات الأنغولية البوروندية هي العلاقات الثنائية التي تجمع بين أنغولا وبوروندي.

## مقارنة بين البلدين
هذه مقارنة عامة ومرجعية للدولتين:
| وجه المقارنة                                              | أنغولا           | بوروندي                                    |
| --------------------------------------------------------- | ---------------- | ------------------------------------------ |
| المساحة (كم2)                                             | 1.25 مليون       | 27.83 ألف                                  |
| عدد السكان (نسمة)                                         | 29.78 مليون      | 10.86 مليون                                |
| الكثافة السكانية (ن./كم²)                                 | 23.82            | 390.23                                     |
| العاصمة                                                   | لواندا           | بوجومبورا، جيتيغا                          |
| اللغة الرسمية                                             | اللغة البرتغالية | اللغة الكيروندية، لغة فرنسية، لغة إنجليزية |
| العملة                                                    | كوانزا أنغولي    | فرنك بوروندي                               |
| الناتج المحلي الإجمالي (بليون دولار)                      | 124.21 مليار     | 3.48 مليار                                 |
| الناتج المحلي الإجمالي (تعادل القوة الشرائية) بليون دولار | 184.83 مليار     | 8.13 مليار                                 |
| الناتج المحلي الإجمالي الاسمي للفرد دولار أمريكي          | 4.10 ألف         | 277                                        |
| الناتج المحلي الإجمالي للفرد دولار أمريكي                 |                  | 77                                         |
| مؤشر التنمية البشرية                                      | 0.533            | 0.400                                      |
| رمز المكالمات الدولي                                      | +244             | +257                                       |
| رمز الإنترنت                                              | .ao              | .bi                                        |
| المنطقة الزمنية                                           | ت ع م+01:00      | ت ع م+02:00                                |

## منظمات دولية مشتركة
يشترك البلدان في عضوية مجموعة من المنظمات الدولية، منها:
| علم المنظمة | اسم المنظمة                                 | تاريخ انضمام أنغولا | تاريخ انضمام بوروندي |
| ----------- | ------------------------------------------- | ------------------- | -------------------- |
|             | البنك الإفريقي للتنمية                      | ?                   | ?                    |
|             | الاتحاد الأفريقي                            | 11 فبراير 1979      | 25 مايو 1963         |
|             | منظمة التجارة العالمية                      | ?                   | 23 يوليو 1995        |
|             | منظمة الشرطة الجنائية الدولية               | ?                   | ?                    |
|             | منظمة حظر الأسلحة الكيميائية                | ?                   | ?                    |
|             | مؤسسة التمويل الدولية                       | 19 سبتمبر 1989      | 28 نوفمبر 1979       |
|             | يونسكو                                      | 11 مارس 1977        | 16 نوفمبر 1962       |
|             | البنك الدولي للإنشاء والتعمير               | 19 سبتمبر 1989      | 28 سبتمبر 1963       |
|             | مجموعة دول أفريقيا والكاريبي والمحيط الهادئ | ?                   | ?                    |
|             | الأمم المتحدة                               | 1 ديسمبر 1976       | 18 سبتمبر 1962       |
|             | مؤسسة التنمية الدولية                       | 19 سبتمبر 1989      | 28 سبتمبر 1963       |
|             | وكالة ضمان الاستثمار متعدد الأطراف          | 19 سبتمبر 1989      | 10 مارس 1998         |
|             | الاتحاد الدولي للاتصالات                    | 13 أكتوبر 1976      | 16 فبراير 1963       |
|             | الاتحاد البريدي العالمي                     | ?                   | ?                    |

## وصلات خارجية
- موقع وزارة الخارجية الأنغولية